# Temporada 2011 de Deutsche Tourenwagen Masters
La temporada 2011 de DTM es la duodécima temporada desde la nueva etapa y la primera en la que los coches no corren con neumáticos Dunlop, ya que correrán con ruedas Hankook por un ciclo de 3 temporadas.
Martin Tomczyk se proclama campeón de la temporada a falta de una carrera por disputarse.

## Escuderías y pilotos
- El congelamiento de evoluciones para los turismos introducido en el 2010 sigue vigente esta temporada.[2]

| Constructor   | Coche                     | Escudería          | N.º | Pilotos                | Rondas    |
| ------------- | ------------------------- | ------------------ | --- | ---------------------- | --------- |
| Mercedes-Benz | AMG-Mercedes Clase C 2009 | HWA Team           | 2   | Gary Paffett           | Todas     |
| Mercedes-Benz | AMG-Mercedes Clase C 2009 | HWA Team           | 3   | Bruno Spengler         | Todas     |
| Mercedes-Benz | AMG-Mercedes Clase C 2009 | HWA Team           | 6   | Ralf Schumacher        | Todas     |
| Mercedes-Benz | AMG-Mercedes Clase C 2009 | HWA Team           | 7   | Jamie Green            | Todas     |
| Mercedes-Benz | AMG-Mercedes Clase C 2008 | Persson Motorsport | 10  | Susie Wolff (Stoddart) | Todas     |
| Mercedes-Benz | AMG-Mercedes Clase C 2008 | Persson Motorsport | 11  | Christian Vietoris     | Todas     |
| Mercedes-Benz | AMG-Mercedes Clase C 2008 | Persson Motorsport | 20  | Renger van der Zande   | Todas     |
| Mercedes-Benz | AMG-Mercedes Clase C 2008 | Mücke Motorsport   | 16  | Maro Engel             | Todas     |
| Mercedes-Benz | AMG-Mercedes Clase C 2008 | Mücke Motorsport   | 17  | David Coulthard        | Todas     |
| Audi          | Audi A4 DTM 2009          | Abt Sportsline     | 4   | Timo Scheider          | Todas     |
| Audi          | Audi A4 DTM 2009          | Abt Sportsline     | 5   | Oliver Jarvis          | Todas     |
| Audi          | Audi A4 DTM 2009          | Abt Sportsline     | 8   | Mattias Ekström        | Todas     |
| Audi          | Audi A4 DTM 2009          | Abt Sportsline     | 9   | Mike Rockenfeller      | 1–3, 5–10 |
| Audi          | Audi A4 DTM 2009          | Abt Sportsline     | 9   | Tom Kristensen         | 4         |
| Audi          | Audi A4 DTM 2008          | Abt Sportsline     | 22  | Miguel Molina          | Todas     |
| Audi          | Audi A4 DTM 2008          | Team Phoenix       | 14  | Martin Tomczyk         | Todas     |
| Audi          | Audi A4 DTM 2008          | Team Phoenix       | 15  | Rahel Frey             | Todas     |
| Audi          | Audi A4 DTM 2008          | Team Rosberg       | 18  | Filipe Albuquerque     | Todas     |
| Audi          | Audi A4 DTM 2008          | Team Rosberg       | 19  | Edoardo Mortara        | Todas     |

1. ↑  Wolff corrió bajo el apellido de soltera Stoddart en todas las rondas excepto en la última.

## Calendario
| Ronda | Circuito                           | Fecha            |
| ----- | ---------------------------------- | ---------------- |
| 1     | Hockenheimring                     | 1 de mayo        |
| 2     | Circuit Park Zandvoort             | 15 de mayo       |
| 3     | Red Bull Ring                      | 5 de junio       |
| 4     | EuroSpeedway Lausitz               | 19 de junio      |
| 5     | Norisring                          | 3 de julio       |
| NC    | Showevent Olimpiastadium de Múnich | 16 de julio      |
| NC    | Showevent Olimpiastadium de Múnich | 17 de julio      |
| 6     | Nürburgring                        | 7 de agosto      |
| 7     | Brands Hatch                       | 4 de septiembre  |
| 8     | Motorsport Arena Oschersleben      | 18 de septiembre |
| 9     | Circuito Ricardo Tormo             | 2 de octubre     |
| 10    | Hockenheimring                     | 23 de octubre    |

## Resultados

### Campeonato de pilotos
| 1   | Martin Tomczyk       | 5   | 3   | 1   | 1   | 3   | 13  | 7   | 5   | 1   | 2   | 3   | 2   | 72     |
| 2   | Mattias Ekström      | 2   | 8   | Ret | 11  | 7   | 7   | 6   | 1   | 2   | 1   | 1   | 6   | 52     |
| 3   | Bruno Spengler       | 1   | 2   | 4   | 3   | 1   | 2   | 1   | 2   | 7   | 13  | 7   | 9   | 51     |
| 4   | Timo Scheider        | 4   | 5   | 7   | 2   | 4   | 14  | 13  | 4   | 16  | Ret | 4   | 7   | 36     |
| 5   | Jamie Green          | 7   | 4   | 6   | 6   | 2   | 9   | 8   | 6   | 8   | 11  | 10  | 1   | 35     |
| 6   | Mike Rockenfeller    | 11  | 1   | 5   |     | 14  | 3   | 10  | 3   | 6   | 6   | 9   | 4   | 31     |
| 7   | Gary Paffett         | 6   | 9   | 8   | 4   | Ret | 10  | 11  | 8   | 4   | 4   | 8   | 5   | 25     |
| 8   | Ralf Schumacher      | 3   | 11  | 2   | 12  | 6   | 5   | 16  | Ret | 5   | Ret | 13  | 11  | 21     |
| 9   | Edoardo Mortara      | 14  | 6   | 16  | Ret | 5   | 1   | 2   | 7   | 3   | 3   | 16  | 13  | 21     |
| 10  | Oliver Jarvis        | 9   | 10  | 3   | 5   | 15  | 8   | 15  | 10  | 9   | 9   | 6   | 8   | 14     |
| 11  | Miguel Molina        | 16  | 14  | 11  | 16  | 12  | DNQ | 9   | 12  | Ret | 8   | 5   | 3   | 11     |
| 12  | Filipe Albuquerque   | 17  | Ret | 12  | 8   | 16  | 12  | 12  | 9   | 11  | Ret | 2   | 10  | 9      |
| 13  | Maro Engel           | 8   | 7   | 14  | 10  | 9   | 16  | DNQ | 15  | 10  | 7   | 15  | 14  | 5      |
| 14  | Christian Vietoris   | 13  | 15  | 15  | 9   | 11  | 11  | 4   | 13  | 13  | 5   | 12  | Ret | 4      |
| 15  | Tom Kristensen       |     |     |     | 7   |     |     |     |     |     |     |     |     | 2      |
| 16  | David Coulthard      | 10  | 16  | 9   | 13  | 8   | 6   | 5   | 17  | 12  | 10  | DSQ | 17  | 1      |
| —   | Renger van der Zande | 18  | 13  | 10  | 14  | 10  | 4   | 3   | 11  | 15  | Ret | DSQ | 12  | 0      |
| —   | Susie Wolff          | 12  | 12  | 13  | DNS | 13  | DNQ | 14  | 14  | 14  | Ret | 11  | 15  | 0      |
| —   | Rahel Frey           | 15  | 17  | 17  | 15  | 17  | 15  | DNQ | 16  | 17  | 12  | 14  | 16  | 0      |
| Pos | Piloto               | HOC | ZAN | RBR | LAU | NOR | OLY | OLY | NÜR | BRH | OSC | VAL | HOC | Puntos |

| Color     | Resultado                                                               |
| --------- | ----------------------------------------------------------------------- |
| Oro       | Ganador                                                                 |
| Plata     | 2.ª plaza                                                               |
| Bronce    | 3.ª plaza                                                               |
| Verde     | Finalizó en los puntos                                                  |
| Azul      | Finalizó sin puntos                                                     |
| Azul      | NC - No clasificado                                                     |
| Violeta   | Ret - No terminó (Carrera)                                              |
| Rojo      | DNQ - No se clasificó                                                   |
| Negro     | DSQ - Descalificado                                                     |
| Blanco    | DNS - No empezó (carrera)                                               |
| Blanco    | WD - Retirado (fin de semana)                                           |
| Blanco    | C - Carrera cancelada                                                   |
| Sin color | DNP - Inscrito pero no participó                                        |
| Sin color | INJ - Lesionado                                                         |
| Sin color | EX - Excluido                                                           |
| Estado    | Resultado                                                               |
| Negrita   | Pole position                                                           |
| Cursiva   | Vuelta rápida                                                           |
| †         | Abandona, pero clasifica al completar el porcentaje requerido para ello |

### Campeonato de escuderías
| 1   | Audi Sport Team Abt Sportsline                      | 8         | 2   | 8   | Ret | 11  | 7   | 7   | 6   | 1   | 2   | 1   | 1   | 6   | 85     |
| 1   | Audi Sport Team Abt Sportsline                      | 9         | 11  | 1   | 5   | 7   | 14  | 3   | 10  | 3   | 6   | 6   | 9   | 4   | 85     |
| 2   | Thomas Sabo AMG Mercedes Mercedes-Benz Bank AMG     | 2         | 6   | 9   | 8   | 4   | Ret | 10  | 11  | 8   | 4   | 4   | 8   | 5   | 76     |
| 2   | Thomas Sabo AMG Mercedes Mercedes-Benz Bank AMG     | 3         | 1   | 2   | 4   | 3   | 1   | 2   | 1   | 2   | 7   | 13  | 7   | 9   | 76     |
| 3   | Audi Sport Team Phoenix                             | 14        | 5   | 3   | 1   | 1   | 3   | 13  | 7   | 5   | 1   | 2   | 3   | 2   | 72     |
| 3   | Audi Sport Team Phoenix                             | 15        | 15  | 17  | 17  | 15  | 17  | 15  | DNQ | 16  | 17  | 12  | 14  | 16  | 72     |
| 4   | Salzgitter AMG Mercedes AMG Mercedes                | 6         | 3   | 11  | 2   | 12  | 6   | 5   | 16  | Ret | 5   | Ret | 13  | 11  | 56     |
| 4   | Salzgitter AMG Mercedes AMG Mercedes                | 7         | 7   | 4   | 6   | 6   | 2   | 9   | 8   | 6   | 8   | 11  | 10  | 1   | 56     |
| 5   | Audi Sport Team Abt                                 | 4         | 4   | 5   | 7   | 2   | 4   | 14  | 13  | 4   | 16  | Ret | 4   | 7   | 50     |
| 5   | Audi Sport Team Abt                                 | 5         | 9   | 10  | 3   | 5   | 15  | 8   | 15  | 10  | 9   | 9   | 6   | 8   | 50     |
| 6   | Audi Sport Team Rosberg                             | 18        | 17  | Ret | 12  | 8   | 16  | 12  | 12  | 9   | 11  | Ret | 2   | 10  | 30     |
| 6   | Audi Sport Team Rosberg                             | 19        | 14  | 6   | 16  | Ret | 5   | 1   | 2   | 7   | 3   | 3   | 16  | 13  | 30     |
| 7   | Audi Sport Team Abt Junior                          | 22        | 16  | 14  | 11  | 16  | 12  | DNQ | 9   | 12  | Ret | 8   | 5   | 3   | 11     |
| 8   | GQ AMG Mercedes Deutsche Post AMG Mercedes          | 16        | 8   | 7   | 14  | 10  | 9   | 16  | DNQ | 15  | 10  | 7   | 15  | 14  | 6      |
| 8   | GQ AMG Mercedes Deutsche Post AMG Mercedes          | 17        | 10  | 16  | 9   | 13  | 8   | 6   | 5   | 17  | 12  | 10  | DSQ | 17  | 6      |
| 9   | TV Spielfilm AMG Mercedes Junge Sterne AMG Mercedes | 10        | 12  | 12  | 13  | DNS | 13  | DNQ | 14  | 14  | 14  | Ret | 11  | 15  | 4      |
| 9   | TV Spielfilm AMG Mercedes Junge Sterne AMG Mercedes | 11        | 13  | 15  | 15  | 9   | 11  | 11  | 4   | 13  | 13  | 5   | 12  | Ret | 4      |
| —   | stern AMG Mercedes                                  | 20        | 18  | 13  | 10  | 14  | 10  | 4   | 3   | 11  | 15  | Ret | DSQ | 12  | 0      |
| Pos | Escudería                                           | N.º Coche | HOC | ZAN | RBR | LAU | NOR | OLY | OLY | NÜR | BRH | OSC | VAL | HOC | Puntos |